# Dunedin
Dunedin (/dʌˈniːdɪn/ ⓘ[9][a] duh-NEE-din; maorsko: Ōtepoti) je drugo največje mesto na Južnem otoku Nove Zelandije (za Christchurchom) in glavno mesto regije Otago. Njegovo ime izhaja iz Dùn Èideann, škotsko-gelskega imena za Edinburgh, glavno mesto Škotske. Mesto ima bogato maorsko, škotsko in kitajsko dediščino.
Z ocenjenim prebivalstvom 134.600 junija 2023 je Dunedin sedmo najbolj naseljeno metro in mestno območje na Novi Zelandiji. Zaradi zgodovinskih, kulturnih in geografskih razlogov je mesto dolgo veljalo za eno od štirih glavnih središč Nove Zelandije. Mestno območje Dunedin leži na osrednji vzhodni obali Otaga, ki obdaja glavno pristanišče Otago in pristanišče in hribi okoli Dunedina so ostanki ugaslega vulkana. Mestna predmestja se raztezajo v okoliške doline in hribe, na ožino polotoka Otago ter ob obalah pristanišča Otago in Tihega oceana.
Arheološki dokazi kažejo na dolgotrajno zasedbo tega območja s strani Maorov pred prihodom Evropejcev. Provinca in regija Otago je dobila ime po vasi Otakou Ngāi Tahu ob ustju pristanišča, ki je v 1830-ih postala kitolovska postaja.
Leta 1848 je Združenje laikov Svobodne škotske cerkve ustanovilo škotsko naselbino in med letoma 1855 in 1900 se je na tisoče Škotov izselilo v vključeno mesto. Prebivalstvo in bogastvo Dunedina sta se močno povečala med zlato mrzlico v osrednjem Otagu v 1860-ih in za kratek čas je postalo največje mestno območje Nove Zelandije. Mesto je istočasno doživelo precejšnje migracije iz celinske Kitajske, predvsem iz Guangdonga in Guangšija. Dunedin je dom najstarejše kitajske skupnosti na Novi Zelandiji.
Danes ima Dunedin raznoliko gospodarstvo, ki vključuje proizvodnjo, založništvo, umetnost, turizem in na tehnologiji temelječe industrije. Glavni steber mestnega gospodarstva je še vedno osredotočen na terciarno izobraževanje, s študenti Univerze v Otagu, najstarejše univerze na Novi Zelandiji, in Politehnike v Otagu, ki predstavljajo velik delež prebivalstva; Po popisu leta 2006 je bilo 21,6 odstotka mestnega prebivalstva starih med 15 in 24 let, v primerjavi s povprečjem Nove Zelandije, ki znaša 14,2 odstotka. Dunedin je znan tudi po svoji živahni glasbeni sceni, saj se je v osemdesetih letih prejšnjega stoletja rodil zvok Dunedina (ki je močno vplival na grunge, indie in sodobni alternativni rock). Leta 2014 je bilo mesto imenovano za UNESCO mesto literature.

## Zgodovina

### Maorska naselja
Arheološki dokazi kažejo, da se je prva človeška (maorska) okupacija Nove Zelandije zgodila med letoma 1250 in 1300 našega štetja, prebivalstvo pa je bilo skoncentrirano vzdolž jugovzhodne obale. Taborišče na plaži Kaikai blizu Long Beacha severno od današnjega mesta Dunedin je bilo približno iz tega časa. Na območju današnjega Dunedina so številna arhaična mesta (lovci na moe), več jih je velikih in stalno naseljenih, zlasti v 14. stoletju. Število prebivalcev se je skrčilo, a spet povečalo z razvojem klasične maorske kulture, ki je videla izgradnjo več pā, utrjenih naselbin, zlasti Pukekura pri Taiaroa Head, okoli leta 1650. V današnjem osrednjem Dunedinu (Ōtepoti) je bilo naselje, ki je bilo zasedeno šele okoli leta 1785, a opuščeno leta 1826. Obstajale so tudi maorske naselbine v Whareakeake (Plaža morilcev), Pūrākaunui, Mapoutahi (polotok Goat Island) in Huriawa (polotok Karitane) na severu ter v Taieri Mouth in Otokia (Henley) na jugu, vse znotraj sedanjih meja Dunedina.
Maorsko izročilo pripoveduje najprej o ljudstvu, imenovanem Kahui Tipua, ki je živelo na tem območju, nato o Te Rapuwai, napol legendarnem, vendar ga šteje za zgodovinskega. Naslednji prihodi so bili Waitaha, ki mu je sledil Kāti Māmoe pozno v 16. stoletju in nato Kāi Tahu (Ngāi Tahu v sodobnem standardnem maorščini), ki je prišel sredi 17. stoletja. Evropska poročila so te zaporedne pritoke pogosto predstavljala kot "invazije", vendar sodobna stroka dvomi o tem mnenju. Verjetno je šlo za migracije – tako kot tiste Evropejcev –, ki so mimogrede povzročile prelivanje krvi. Lovec na tjulnje John Boultbee je v poznih 1820-ih zapisal, da so Kaika Otargo (naselja okoli in blizu pristanišča Otago) najstarejša in največja na jugu.

### Zgodnji prihodi iz Evrope
Poročnik James Cook je med 25. februarjem 1770 in 5. marcem 1770 stal ob današnji obali Dunedina in poimenoval Cape Saunders (na polotoku Otago) in Saddle Hill. Poročal je o pingvinih in tjulnjih v bližini, kar je vodilo k obisku avstralskih, ameriških in britanskih lovcev na tjulnje od začetka 19. stoletja. V prvih letih tjulnjevanja je med letoma 1810 in 1823 prišlo do spora med lovci na tjulnje in lokalnimi Maori, vojna tjulnjev, ki jo je sprožil incident v pristanišču Otago. William Tucker je postal prvi Evropejec, ki se je naselil na tem območju – leta 1815.
Trajna evropska naselitev sega v leto 1831, ko sta brata Weller iz Novega Južnega Walesa ustanovila svojo kitolovsko postajo v Otagu (danes Otakou) v pristanišču Otago. Epidemije so močno zmanjšale populacijo Maorov. Do poznih 1830-ih je pristanišče postalo mednarodno kitolovsko pristanišče. Wright & Richards sta leta 1837 ustanovila kitolovsko postajo v Karitaneju, v Sydneyju rojeni Johnny Jones pa je leta 1840 ustanovil poljedelsko naselje in misijonsko postajo (prvo na Južnem otoku) v Waikouaitiju. Naselji pri Karitaneju in Waikouaitiju sta se obdržali, zaradi česar je današnji Dunedin eno izmed najdlje obstoječih evropskih poseljenih ozemelj na Novi Zelandiji.
V začetku leta 1844 je ladja Deborah, ki jo je vodil Thomas Wing in je (med drugim) nosila njegovo ženo Lucy in predstavnika novozelandske družbe Fredericka Tucketta, odplula proti jugu iz Nelsona, da bi določila lokacijo načrtovane naselbine svobodne cerkve. Po pregledu več območij okoli vzhodne obale Južnega otoka je Tuckett izbral kraj, ki bo postal znan kot Dunedin. (Tuckett je zavrnil lokacijo mesta, ki bo postalo Christchurch, saj je menil, da so tla okoli reke Avon (reka) / Ōtākaro močvirnata.
Laično združenje Svobodne cerkve Škotske je prek podjetja, imenovanega Otago Association, leta 1848 ustanovilo Dunedin na čelu pristanišča Otago kot glavno mesto njegove posebne naselbine.
Ime Dunedin izvira iz Dùn Èideann, škotsko-gelskega imena za Edinburgh, glavno mesto Škotske. Charles Kettle, mestni geodet, ki mu je bilo naročeno, naj posnema značilnosti Edinburgha, je izdelal osupljivo, »romantično« načrtovanje mesta. Nastale so veličastne in nenavadne ulice, saj so se gradbeniki trudili in včasih niso uspeli zgraditi njegove drzne vizije po zahtevni pokrajini. Kapitan William Cargill (1784–1860), veteran napoleonskih vojn, je bil posvetni vodja nove kolonije. Prečastiti Thomas Burns (1796–1871), nečak pesnika Roberta Burnsa, je poskrbel za duhovno vodstvo. Do konca 1850-ih se je okoli 12.000 Škotov izselilo v Dunedin, mnogi iz industrijskih nižin.

### Obdobje zlate mrzlice
Leta 1852 je Dunedin postal glavno mesto province Otago, celotne Nove Zelandije od Waitakija na jugu. Leta 1861 je odkritje zlata v Gabriel's Gullyju na jugozahodu povzročilo hiter pritok ljudi in Dunedin je leta 1865 postal prvo novozelandsko mesto po rasti prebivalstva. Med novimi prišleki je bilo veliko Ircev, pa tudi Italijanov, Libanonci, Francozi, Nemci, Judje in Kitajci. Južno pokopališče Dunedin je bilo ustanovljeno leta 1858, severno pokopališče Dunedin pa leta 1872. V 1860-ih je bil zgrajen rezervoar Ross Creek, da bi zadovoljil potrebe Dunedina po vodi.
Banka Otago, ki je bila v lasti Londona, je odprla svoja vrata v Dunedinu leta 1863, odprla 12 podružnic po vsej regiji, nato pa se je leta 1873 združila z novo Narodno banko Nove Zelandije, ki je prav tako imela sedež v Londonu in je prav tako delovala iz Dunedina, vendar, zvesto svojemu imenu, hitro se je razširil po Novi Zelandiji. Dunedin je ostal glavni lokalni vir nacionalnega razvojnega kapitala do druge svetovne vojne.
Dunedin in regija sta se industrializirala in utrdila, glavna južna proga pa je mesto povezala s Christchurchom leta 1878 in Invercargillom leta 1879. Srednja deška šola Otago je bila ustanovljena leta 1863. Muzej Tūhura Otago je bil odprt leta 1868. Univerza v Otagu, najstarejša univerza na Novi Zelandiji leta 1869.[42] Srednja dekliška šola Otago je bila ustanovljena leta 1871.
Do leta 1874 so Dunedin in njegova predmestja postala največje novozelandsko mesto z 29.832 prebivalci, kar je 27.840 prebivalcev Aucklanda izrinilo na drugo mesto.
Med letoma 1881 in 1957 je bil Dunedin dom žičnic, ki so bile hkrati eden prvih in zadnjih tovrstnih sistemov na svetu. Zgodaj v 1880-ih je otvoritev industrije zamrznjenega mesa, s prvo pošiljko, ki je odšla iz Port Chalmersa leta 1882, pomenila začetek kasnejše velike nacionalne industrije.[44] Prva uspešna komercialna pošiljka zamrznjenega mesa iz Nove Zelandije v Združeno kraljestvo je bila na Dunedinu leta 1881.
Po desetih letih zlate mrzlice se je gospodarstvo upočasnilo, vendar je shema priseljevanja in razvoja Juliusa Vogla pripeljala na tisoče ljudi, zlasti v Dunedin in Otago, preden je v 1880-ih znova nastopila recesija. V teh prvih in drugih časih blaginje so bile ustanovljene številne ustanove in podjetja, prvi novozelandski dnevni časopis, umetniška šola, medicinska šola in javna umetniška galerija. Med temi novimi ustanovami je bila javna umetniška galerija Dunedin. Aktivno ga je razglašal umetnik William Mathew Hodgkins. Bil je tudi izjemen arhitekturni razcvet, ki je proizvedel številne pomembne in okrasne zgradbe. Prva cerkev R. A. Lawsona v Otagu in cerkev Knox sta pomembni primeri, prav tako zgradbe Maxwella Buryja in F. W. Petreja. Pod vodstvom W. M. Hodgkinsa so cvetele tudi druge vizualne umetnosti.[45] Mestno pokrajino in rastočo mestno podobo je nazorno upodobil George O'Brien (1821–1888). Od sredine 1890-ih je gospodarstvo oživelo. Ustanovljene so bile ustanove, kot sta Otago Settlers Museum (zdaj preimenovan v Toitu Otago Settlers Museum) in Hocken Collections – prve te vrste na Novi Zelandiji. Postavljene so bile pomembnejše zgradbe, kot sta železniška postaja in Olveston. Nova energija v vizualnih umetnostih, ki jo predstavlja G. P. Nerli, je dosegla vrhunec v karieri Frances Hodgkins.

### Zgodnje novoveško obdobje
- Železniška postaja Dunedin, zgrajena leta 1906, slovi po svoji "medenjakovi" arhitekturi.
- Opoho tramvaj v Dunedinu (1926)
- Železniška karta območja Dunedina (1928)
- Kraljevsko potovanje po Dunedinu leta 1901
- Železniški tir za razkladanje premoga in lesa, Dunedin (1926)
- New Zealand Insurance Co Ltd, Dunedin (zgrajeno 1899)

Do leta 1900 Dunedin ni bil več največje mesto v državi. Vpliv in dejavnost sta se preselila proti severu v druga središča (»odnašanje proti severu«), trend, ki se je nadaljeval večji del naslednjega stoletja. Kljub temu se je univerza še naprej širila in ustanovila se je študentska četrt. Istočasno so ljudje začeli opažati mehkobo Dunedina, staranje njegovih veličastnih starih stavb, pri čemer so pisci, kot je E. H. McCormick, poudarjali njegov atmosferski čar. [50] Leta 1901 so britanski kraljevi, vojvoda in vojvodinja Cornwalla in Yorka obiskali Dunedin.
V 1930-ih in zgodnjih 1940-ih je nova generacija umetnikov, kot so M. T. (Toss) Woollaston, Doris Lusk, Anne Hamblett, Colin McCahon in Patrick Hayman, znova predstavljala najboljše talente v državi. V drugi svetovni vojni so se ti slikarji razpršili, a šele preden je McCahon srečal zelo mladostnega pesnika Jamesa K. Baxterja v ateljeju v središču mesta.
V Dunedinu so bila ustanovljena številna velika podjetja, od katerih so mnoga postala vodilna v državi. Pozno med njimi je bila Fletcher Construction, ki jo je ustanovil sir James Fletcher v začetku 20. stoletja. Kempthorne Prosser, ustanovljen leta 1879 na ulici Stafford, je bil več kot 100 let največji proizvajalec gnojil in zdravil v državi. G. Methven, proizvajalec kovin in pipe s sedežem v South Dunedinu, je bil prav tako vodilno podjetje, kot je bil H. E. Shacklock, livar železa in proizvajalec aparatov, ki ga je pozneje prevzel aucklandski koncern Fisher and Paykel. Mosgiel Woollens je bila še ena viktorijanska fundacija Dunedin. Hallensteins je bilo pogovorno ime proizvajalca moških oblačil in nacionalne maloprodajne verige, medtem ko sta bili DIC in Arthur Barnett veleblagovnici, prva pa je bila koncern po vsej državi. Coulls, Somerville Wilkie - pozneje del skupine Whitcoulls - izvira iz Dunedina v 19. stoletju. Med številnimi drugimi so bili še National Mortgage and Agency Company of New Zealand, Wright Stephensons Limited, Union Steamship Company in National Insurance Company ter Standard Insurance Company, ki so preživeli v 20. stoletju.

## Geografija
Teritorialna uprava mesta Dunedin ima površino 3.314,8 km². To je bilo po površini največje mesto na Novi Zelandiji do ustanovitve 5600 km² Aucklandskega sveta 1. novembra 2010. Meje mestnega sveta Dunedina so se od leta 1989 razširile na Middlemarch na zahodu, Waikouaiti na severu, Tihi ocean na vzhodu in jugovzhodu ter reka Waipori/Taieri in okrožje Henley na jugozahodu.
Dunedin je na vrhu pristanišča Otago, ozkega zaliva, ki se razteza proti jugozahodu približno 15 milj. Pristanišče je nedavno nastala s poplavljanjem dveh rečnih dolin. Od ustanovitve leta 1848 se je mesto počasi širilo po nižinah in bližnjih hribih ter čez ožino do pobočij polotoka Otago.

### Notranje mesto
Osrednja regija Dunedina je znana kot Octagon. Nekoč je bil kanal, napolnjen sredi 19. stoletja, da bi ustvaril sedanji trg. Začetna poselitev mesta se je zgodila na jugu na drugi strani Bell Hilla, velikega izdanka, ki ga je bilo treba zmanjšati, da bi zagotovili enostaven dostop med obema deloma naselja. Osrednje mesto se razteza stran od te točke v pretežno smeri severovzhod-jugozahod, z glavnima ulicama George Street in Princes Street, ki se srečata v Oktogonu. Tu se jima pridruži ulica Stuart, ki poteka pravokotno na njiju, od železniške postaje Dunedin na jugovzhodu in strmo navzgor do predmestja Roslyn na severozahodu. Številne pomembne stare stavbe mesta so v južnem delu tega območja in na notranjem obroču nižjih hribov, ki obkrožajo osrednje mesto (večina teh hribov, kot so Maori Hill, Pine Hill in Maryhill, se dviga na okoli 200 metrov nad ravnino). Glava pristanišča vključuje veliko območje predelanega zemljišča (The Southern Endowment), katerega velik del se uporablja za lahko industrijo in skladišča. Južno in jugozahodno od mestnega središča leži veliko območje ravnega zemljišča, preprosto pogovorno znano kot The Flat in vključuje več večjih in starejših predmestij, zlasti South Dunedin in St Kilda. Te so pred Tihim oceanom zaščitene z dolgo linijo sipin, ki potekajo od vzhoda proti zahodu vzdolž južne obale mesta in ločujejo stanovanjska območja od plaže Ocean Beach, ki je tradicionalno razdeljena na plažo St. Clair na zahodnem koncu in plažo St Kilda do plaže na vzhodo.
Dunedin je dom Baldwinove ulice, ki je po Guinnessovi knjigi rekordov najbolj strma ulica na svetu. Njen naklon je 1 proti 2,9. Dolgo časa opuščena trasa vzpenjače Maryhill blizu skladišča Mornington je imela podoben naklon.
Onkraj notranjega hribovja ležijo zunanja predmestja Dunedina, predvsem na severozahodu, onkraj Roslyna. Ta smer vključuje cesto Taieri in hrib treh milj, ki sta med njima tvorila prvotno cestno pot do ravnic Taieri. Sodobna državna avtocesta 1 sledi drugi poti, ki poteka skozi Caversham na zahodu in mimo Saddle Hilla. Med Saddle Hillom in Cavershamom ležijo zunanja predmestja Green Islanda in Abbotsforda. Med Green Islandom in Roslynom leži strma dolina potoka Kaikorai, ki je danes stanovanjsko območje in območje lahke industrije. Ob obeh robovih pristanišča Otago ležijo tudi primestna naselja, ki jih večinoma obravnavamo kot ločena okrožja. Med njimi sta pomembna Portobello in Macandrew Bay na obali polotoka Otago ter Port Chalmers na nasprotni strani pristanišča. Port Chalmers je glavno globokomorsko pristanišče Dunedina, vključno z mestnim kontejnerskim pristaniščem.
Obzorje Dunedina obvladuje obroč (tradicionalno sedmih) hribov, ki tvorijo ostanke vulkanskega kraterja. Med njimi so opazni Mount Cargill (700 m), Flagstaff (680 m), Saddle Hill (480 m), Signal Hill (390 m) in Harbour Cone (320 m).)

### Zaledje
Zaledje Dunedina obsega vrsto različnih reliefnih oblik. Na jugozahodu ležijo ravnice Taieri, široke, rodovitne nižinske poplavne ravnice reke Taieri in njenega glavnega pritoka Waipori. Te so zmerno močno poseljeni in vsebujejo mesti Mosgiel in Allanton. Od obale jih loči vrsta nizkih gričev, ki se dvigajo do približno 300 metrov. V notranjosti nižine Taieri je razgibano hribovje. Blizu ravnine je velik del tega gozdnatega območja, zlasti okoli Berwicka in jezera Mahinerangi ter okoli pogorja Silverpeaks, ki leži severozahodno od mestnega območja Dunedin. Poleg tega zemlja postane bolj suha in se odpre v zemljo, poraslo s travo in travo tussock. Visoka, široka dolina Strath-Taieri leži na skrajnem severozahodu Dunedina, v kateri je mesto Middlemarch, eno redkih koncentracij prebivalstva na tem območju.
Severno od urbanega območja mesta je valovito hribovje, ki vsebuje več majhnih, večinoma obalnih naselij, vključno z Waitati, Warrington, Seacliff in Waikouaiti. Državna avtocesta 1 se strmo vije skozi niz hribov, predvsem The Kilmog. Te hribe lahko štejemo za obalno razširitev pogorja Silverpeaks.

### Okolje in ekoturizem
Vzhodno od Dunedina leži celoten polotok Otago, dolg prst kopnega, ki je tvoril jugovzhodni rob ščitastega vulkana Dunedin. Polotok je rahlo poseljen, skoraj v celoti vzdolž pristaniške obale, velik del pa ohranja kot naravni habitat Otago Peninsula Trust. Na polotoku je več lepih plaž in je dom velikega števila redkih vrst, vključno z rumenookimi (Megadyptes antipodes) in pritlikavimi pingvini (Eudyptula minor), tjulnji in kormorani. Taiaroa Head na severovzhodni točki polotoka je kraj svetovnega ekološkega pomena, saj je dom edine celinske gnezditvene kolonije kraljevega albatrosa (Diomedea epomophora) na svetu.

### Podnebje
Podnebje Dunedina je na splošno zmerno. Po Köppnovi podnebni klasifikaciji ima Dunedin oceansko podnebje. Na podnebje mesta vpliva tudi bližina oceana. To vodi do blagih poletij in hladnih zim. Zima ni posebej ledena s približno 49 zmrzali na leto, nižja kot na večini drugih lokacij na Južnem otoku, vendar je sončna. Sneženje ni posebno pogosto in precejšnje sneženje je neobičajno (morda vsaki dve ali tri leta), razen v hribovitih predmestjih v notranjosti, kot sta Halfway Bush in Wakari, kjer vsako leto zapade nekaj dni snega. Pomlad ima lahko vreme »štiri letne čase na dan«, vendar je od novembra do aprila na splošno ustaljeno in blago. Temperature poleti lahko dosežejo 30 °C. Zaradi morskega vpliva Dunedinova blaga poletja in mile zime izstopajo glede na njegovo zemljepisno širino.
Dunedin ima razmeroma malo padavin v primerjavi z mnogimi novozelandskimi mesti, običajno le med 600 in 750 milimetri zabeleženih na leto. Vendar pa je mokro vreme pogosto, saj večina teh padavin nastane v obliki dežja ali rahlega dežja, močan dež pa je relativno redek. Dunedin je eno najbolj oblačnih večjih središč v državi, saj zabeležijo približno 1850 ur svetlega sonca na leto. V mestu prevladuje predvsem občasno hladen jugozahodnik, pozno pomladi pa se bo izmenjeval s severovzhodnikom. Toplejši, suhi severozahodni vetrovi so tudi značilni vetrovi fen s severozahoda. Krog hribov, ki obkrožajo ožje mestno jedro, ščiti ožje mestno jedro pred večino prevladujočega vremena, medtem ko lahko hribi tik zahodno od mesta pogosto potisnejo slabo vreme proti zahodu mesta.
V notranjosti, izven središča mesta in v notranjost Otaga, je podnebje subkontinentalno: zime so precej hladne in suhe, poletja topla in suha. Gosta zmrznjena megla je pogosta pozimi v zgornjem toku toka reke Taieri okoli Middlemarcha, poleti pa temperatura občasno doseže 30 °C.

## Znamenitosti
- Železniška postaja Dunedin iz leta 1906
- Mestna hiša v Dunedinu zgrajena med letoma 1878 in 1880; najstarejši del stavbe je bil imenovan edina večja viktorijanska mestna hiša, ki še obstaja na Novi Zelandiji.[35]
- Grad Larnach je lažni grad na grebenu polotoka Otago; zgrajen leta 1874 kot zasebna rezidenca Williama Jamesa Mudieja Larnacha.
- Cargillov grad; italijanski dvorec je bil bolj grad po imenu kot v resnici zgrajen za Edwarda Cargilla, dokončan leta 1877.
- Olveston Historic Home je obsežna hiša in muzej; arhitekturni zgodovinar Nikolaus Pevsner je Olveston opisal kot "izredno zanimivo in zelo veliko hišo". Vrtovi so državnega pomena.
- Pivovarna Speight, ustanovljena leta 1876, znana je po svojem Gold Medal Aleu, enem najbolj prodajanih piv na Novi Zelandiji.
- Stavba Univerze Otago
- Kompleks urnega stolpa Univerze Otago
- Octagon je središče mesta Dunedin; je osemstranski trg s krožnim enosmernim kolovozom, ki ga razpolavlja glavna mestna ulica in je tudi osrednja končna točka dveh drugih glavnih prometnic.
- Ekosvetišče Orokonui je ekološki otoški rezervat za divje živali, ki ga je razvil Otago Natural History Trust v dolini Orokonui. Obsega približno 290 hektarjev obnavljajočega se naravnega gozda. Sklad namerava »v ekozavetišče vrniti domorodne vrste, ki bi bile tam v preteklosti«.
- Center kraljevega albatrosa je priložnost, da se vidi edino celinsko gnezditveno kolonijo kraljevega albatrosa na svetu. Center nudi oglede divjih živali po polotoku Otago, vključno z ogledom albatrosa na kraju samem, ogledom pingvinov, interaktivnimi prikazi ohranjanja morja in zgodovinskimi ogledi Taiaroa Head.

- Trg Anzac in železniška postaja Dunedin
- Anglikanska stolnica sv. Pavla in mestna hiša Dunedin
- Grad Larnach
- Zahodna stran stavbe, z druge strani Water of Leith
- Središče za obiskovalce Orokonui Ecosanctuary

### General sources
- Anderson, Atholl (1983), When All the Moa-Ovens Grew Cold: nine centuries of changing fortune for the southern Maori, Dunedin, NZ: Otago Heritage Books
- Anderson, Atholl (1998), The Welcome of Strangers: an ethnohistory of southern Maori A.D. 1650–1850, Dunedin, NZ: University of Otago Press with Dunedin City Council, ISBN 1-877133-41-8
- Anderson, Atholl; Allingham, Brian; Smith, Ian W G (1996), Shag River Mouth: the archaeology of an early southern Maori village, Canberra, Australia: Australian National University, OCLC 34751263
- Bathgate, Alexander, ur. (1890), Picturesque Dunedin, Dunedin, NZ: Mills, Dick & Co., OCLC 154535977
- Beaglehole, J C, ur. (1955–1967), The Journals of Captain James Cook, London, UK: The Hakluyt Society
- Begg, A. Charles; Begg, Neil Colquhoun (1979), The world of John Boultbee: including an account of sealing in Australia and New Zealand, Christchurch, NZ: Whitcoulls, ISBN 0-7233-0604-4
- Bishop, Graham; Hamel, Antony (1993), From sea to silver peaks, Dunedin: John McIndoe, ISBN 0-86868-149-0
- Collins, Roger; Entwisle, Peter (1986), Pavilioned in Splendour, George O'Brien's Vision of Colonial New Zealand, Dunedin, NZ: Dunedin Public Art Gallery, ISBN 0-9597758-1-1
- Dann, Christine; Peat, Neville (1989), Dunedin, North and South Otago, Wellington: GP Books, ISBN 0-477-01438-0
- Dunn, Michael (2005), Nerli an Italian Painter in the South Pacific, Auckland University Press., ISBN 1-86940-335-5
- Peter Entwisle, Peter (1984), William Mathew Hodgkins & his Circle, Dunedin, NZ: Dunedin Public Art Gallery, ISBN 0-473-00263-9
- Peter Entwisle, Peter (1998), Behold the Moon, the European Occupation of the Dunedin District 1770–1848, Dunedin, NZ: Port Daniel Press., ISBN 0-473-05591-0
- Peter Entwisle, Peter (2005), Taka, a Vignette Life of William Tucker 1784–1817, Dunedin, NZ: Port Daniel Press., ISBN 0-473-10098-3
- Entwisle, Peter; Dunn, Michael; Collins, Roger (1988), Nerli An Exhibition of Paintings & Drawings, Dunedin, NZ: Dunedin Public Art Gallery, ISBN 0-9597758-4-6
- Hamel, J (2001), The Archaeology of Otago, Wellington, NZ: Department of Conservation, ISBN 0-478-22016-2
- Hayward, Paul (1998), Intriguing Dunedin Street Walks, Dunedin, NZ: Express Office Services
- Hocken, Thomas Moreland (1898), Contributions to the Early History of New Zealand (Settlement of Otago), London, UK: Sampson Low, Marston and Company, OCLC 3804372
- McCormick, E H (1954), The Expatriate, a Study of Frances Hodgkins, Wellington, NZ: New Zealand University Press., OCLC 6276263
- McCormick, E H (1959), The Inland Eye, a Sketch in Visual Autobiography, Auckland, NZ: Auckland Gallery Associates, OCLC 11777388
- McDonald, K C (1965), City of Dunedin, a Century of Civic Enterprise, Dunedin, NZ: Dunedin City Corporation, OCLC 10563910
- McLintock, A H (1949), The History of Otago; the origins and growth of a Wakefield class settlement, Dunedin, NZ: Otago Centennial Historical Publications, OCLC 154645934
- McLintock, A H (1951), The Port of Otago, Dunedin, NZ: Otago Harbour Board
- Morrell, W P (1969), The University of Otago, a Centennial History, Dunedin, NZ: University of Otago Press., OCLC 71676